# Pierluigi Cerri
Pierluigi Cerri (Orta San Giulio, 22 marzo 1939 – 29 novembre 2022) è stato un architetto e designer italiano.

## Biografia
Pierluigi Cerri si è laureato al Politecnico di Milano, dove ha insegnato con Umberto Eco. Nel 1974 è partner fondatore della Gregotti Associati, con cui ha vinto numerosi concorsi d'architettura. Membro della Alliance Graphique Internationale, nel 1976 ha diretto l'immagine della Biennale di Venezia; è stato responsabile dell'immagine della Kunst- und Ausstellungshalle di Bonn e di Palazzo Grassi a Venezia. È stato redattore delle riviste Casabella e Rassegna; ha collaborato con le riviste Lotus International, Abitare, Domus, l'Espresso; ha diretto la collana di graphic design Pagina, Electa. Ha curato la grafica di La Nave di Teseo.

## Attività
Curatore, con Pierluigi Nicolin, dell'edizione italiana di Vers une architecture di Le Corbusier, Milano 1974, e di Pubblicità di autore, Electa, Milano 1983; ha curato, inoltre, il design di collane editoriali per le più importanti case editrici italiane fra le quali: Electa, Einaudi, Bollati Boringhieri, Bompiani e Skira. Ha curato la corporate identity per il nuovo centro culturale del Lingotto di Torino, Unifor, Italia '90, Pitti Immagine, Prada, iGuzzini e Fratelli Guzzini, Ferrari Auto, Pirelli, Genova04 Capitale Europea della Cultura, Cosmit Il Salone del Mobile di Milano, MART di Rovereto, Artemide, La Triennale di Milano, Mito Settembre Musica, Sea Aeroporti di Milano.
Ha curato la grafica del nuovo Evangeliario Ambrosiano e del progetto per il nuovo allestimento per Shanghai Italian Center Pavilion post Expo 2012. Ha progettato numerosi allestimenti nelle più importanti sedi museali: Peter Behrens und die AEG all'IDZ a Berlino, Carrozzeria Italiana, cultura e progetto al Palazzo della Promotrice delle Belle Arti a Torino, L'arte in Italia al Centre Georges Pompidou di Parigi, Alexander Calder a Palazzo a Vela a Torino, Moebel aus Italien al Design Zentrum a Stoccarda e Berlino, Mostra del Design Italiano al Sogetsu Kaikan a Tokyo, Venti Progetti per il futuro del Lingotto al Lingotto di Torino, FIAT, Las Formas de la Industria al Museo de Arte Contemporaneo di Madrid, Marcel Duchamp all'Accademia di Brera di Milano, The FIAT case al Science Museum di Londra, L'Idea Ferrari al Forte del Belvedere a Firenze, Erdsicht al Kunst-und Austellungshalle di Bonn, Mostra Arte Italiana Contemporanea a Palazzo Grassi a Venezia, I Popoli del Sole e della Luna a Palazzo Reale di Milano, L'Idea Ferrari alla Nationalgalerie di Berlino, Jorden al Moderna Museet di Stoccolma, Arnaldo Pomodoro al Musée d'Art Moderne di Parigi e Design. La Sindrome dell'influenza, VI allestimento del Triennale Design Museum alla Triennale di Milano. È autore degli interni delle navi da crociera Costa Classica, Costa Romantica e Costa Victoria e di una serie di superyacht tra cui il Blue Velvet per il quale ha vinto l'International Super Yacht Design Award nel 1994. Ha disegnato oggetti e allestimenti per Unifor, B&B Italia, Poltrona Frau, Fontana Arte, Arflex, Molteni&C, Fusital e Desalto. Con la Gregotti Associati ha vinto numerosi concorsi di architettura fra i quali il Centro Culturale di Bélem a Lisbona, la trasformazione dell'area Pirelli alla Bicocca, Milano, la sistemazione dell'area per l'esposizione universale a Siviglia.
Nel 1998 Pierluigi Cerri e Alessandro Colombo danno vita allo Studio Cerri & Associati che svolge la propria attività di progettazione nei campi dell'architettura, dell'industrial, exhibit, graphic e interior design e della progettazione navale. Nel 2000 costituiscono la società di ingegneria Studio Cerri Associati Engineering. I partners, Pierluigi Cerri e Alessandro Colombo, coordinano uno staff di 25 professionisti: architetti, designers e grafici. Progetti dello Studio sono stati realizzati in Italia, Francia, Germania, Portogallo, Spagna, Stati Uniti d'America, Giappone e Australia. i soci dello Studio hanno progettato la ristrutturazione di Palazzo Marino alla Scala, la nuova sede E.Biscom, il punto vendita Brioni a Milano e Gebrueder Thonet a Vienna, i nuovi Padiglioni della Fiera di Bologna, il restauro di Palazzo Rosso a Genova, il nuovo impianto industriale Prada (IPI) a Piancastagnaio (Arezzo), la costruzione di una grande libreria nell'atrio della stazione Termini di Roma, il sistema segnaletico per il parco tecnologico di Pula e il piano per il Parco Archeologico di Cortona. Inoltre, hanno realizzato le boutique Valextra a Milano, Tokyo e Los Angeles, i punti vendita Trussardi a Firenze, Bologna, Roma e Parigi, e Sahzà a Milano, Novara e Valencia, il negozio Bossi, i negozi Dada e Molteni, la Fondazione Arnaldo Pomodoro a Milano, la sede della Triennale Bovisa a Milano, la copertura degli scavi della Domus Romana a Rimini, ed sono parte del gruppo vincitore del concorso per il restauro e la trasformazione della Villa Reale di Monza.
Hanno progettato, inoltre, gli interni di yacht tra cui Blowzy, Zero, 105' Loa Sloop, Pmfwiw e Blue Ice al quale è stato attribuito l'International Superyacht Award. Lo Studio ha curato l'allestimento e la grafica delle mostre Excercises in Style alla Ace Gallery di New York e a Tokyo e Il Futuro dei Longobardi al museo di Santa Giulia a Brescia; Mobili come Aforismi, Made in Italy, Nuove Acquisizioni Triennale, La Città e il Design, Frank O. Gehry dal 1997, Tomàs Maldonado, Kiefer e Mao che mille fiori fioriscano per la Triennale a Milano; Lingotto 1915 - 2003 in occasione dell'inaugurazione della Pinacoteca Giovanni e Marella Agnelli a Torino; a Genova la mostra I transatlantici ai Musei del Mare e della Navigazione, Genova, città del saper fare ai Magazzini dell'Abbondanza e Tempo Moderno a Palazzo Ducale; La Venere Svelata al Palais des Beaux-Arts di Bruxelles, New York New York al Grimaldi Forum del Principato di Monaco; a Palazzo Reale la mostra Camera con vista; presso la Fondazione Arnaldo Pomodoro di Milano le mostre La Scultura italiana del XX secolo, Gastone Novelli e 2RC - Doppio Sogno.
Hanno curato l'immagine grafica delle mostre Gli Etruschi, Balthus e Da Puvis de Chavannes a Matisse e Picasso a Palazzo Grassi a Venezia, Sandro Botticelli e la Divina Commedia alle Scuderie Papali del Quirinale a Roma. Ha curato il progetto di segnaletica degli spazi pubblici, dei padiglioni e delle strutture temporanee per l'Expo di Lisbona. Ha curato la corporate identity per e.Biscom, Fabbian Illuminazione, Prada America's Cup, Genova04 Capitale Europea della Cultura, per il MART Museo d'Arte Moderna e Contemporanea di Trento e Rovereto, City Life e Valextra; inoltre, cura l'immagine per iGuzzini, Unifor, Artemide, La Triennale di Milano, Mito SettembreMusica, Sea Aeroporti di Milano e Airport Handling. Ha progettato la corporate identity e numerose installazioni sceniche per i programmi di RAI3, sotto la direzione di Angelo Guglielmi; e per Rai 2 le installazioni di Quelli che il calcio e Che tempo che fa, nella conduzione di Fabio Fazio. Hanno collaborato con Alenia, FIAT, Maserati, Merloni, Grandi Stazioni, Unifor, Molteni&C. progettando sistemi espositivi e allestimenti. Hanno progettato gli interni e la livrea dei nuovi treni ad alta velocità di NTV - Nuovo Trasporto Viaggiatori. Hanno progettato la Triennale Bovisa a Milano e la sede della Triennale a Shanghai. Hanno curato il progetto per il nuovo allestimento per Shanghai Italian Center Pavilion post Expo 2012.

## Riconoscimenti
Tra i riconoscimenti il Compasso d'Oro nel 1995 (immagine grafica di Unifor), nel 2001 (tavolo Titano per Poltrona Frau) e nel 2004 (mobili e tavoli da ufficio Naos System per Unifor); nel 1994 il premio Art Director Club alla Carriera, il premio Award for good industrial design - Gold Product Design nel 2003, da parte dell'Industrie Forum Design Hannover e l'International Super Yacht Design Award; nel 2004 il premio Abitare il Tempo alla Carriera, nel 2006 il premio Dama d'Argento del Museo Poldi Pezzoli di Milano e il Premio Nazionale Ance-In/Arch per la realizzazione della Fondazione Arnaldo Pomodoro a Milano.